# Филип Щърбанов
Филип Стефанов Щърбанов е български революционер.

## Биография
Роден е на 10 септември 1841 г. в град Панагюрище. Взема участие в борбата за независима църква. През 1865 г. помага за основаване на читалището в родния му град. През 1871 г. става член на Панагюрския революционен комитет, а през 1876 г. е заместник-кмет на града. Взема участие в подготовката на Априлското въстание, а след неговото избухване се включва в боевете. Членува в Привременното правителство на Панагюрище по време на въстанието. След края на въстанието е арестуван и лежи в Татарпазарджишкия и Пловдивския затвор, а след това заминава за Сърбия. От 1879 до 1880 г. е ковчежник в Панагюрище, а между 1880 и 1885 в Пловдив. Член е на Панагюрски революционен комитет, който подготвя Съединението на Източна Румелия с Княжество България. Бил е народен представител в III и IV ВНС и V и VI ОНС. Умира през 1904 г. в София.
Той е баща е на актьора Неделчо Щърбанов.